# Vierge de Miséricorde

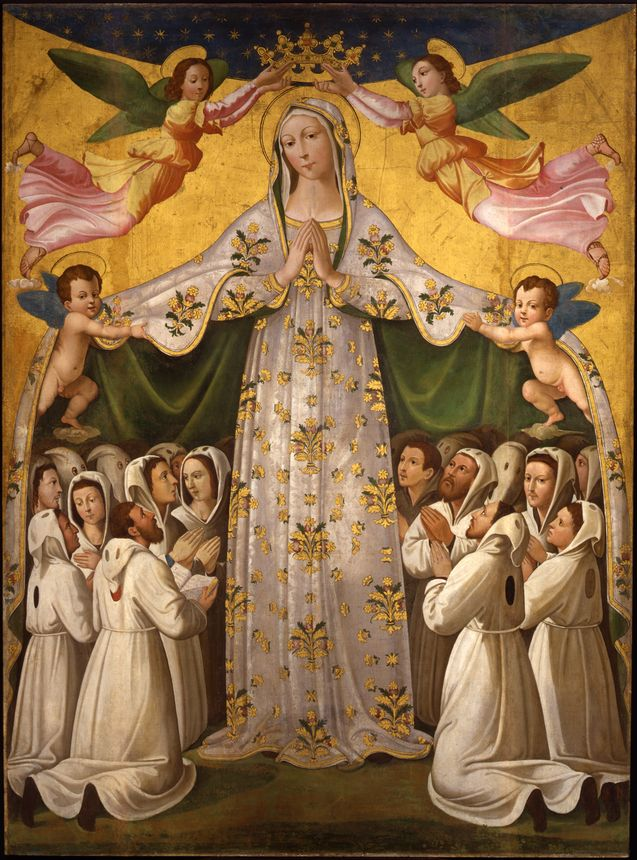
Vincenzo Tamagni, Vierge de Miséricorde, début du XVIe siècle, Montalcino.

La Vierge de Miséricorde, aussi appelée Vierge au Manteau et Vierge protectrice, est un thème iconographique de la peinture chrétienne représentant la Vierge Marie déployant son manteau au-dessus de plusieurs personnages en signe de protection. C'est un des thèmes classiques dès la peinture gothique et byzantine qui exprime la bienveillance et l'intervention protectrice de Marie en faveur des humbles et des faibles. En italien elle est connue comme  Madonna della Misericordia, en allemand c'est la  Schutzmantelmadonna, en espagnol la Virgen de la Merced ou Nuestra Señora de la Misericordia, en polonais Matka Boża Miłosierdzia, en grec Παναγιά του ἐλέους.

## Histoire
La première évocation de la Vierge Marie offrant la protection de son manteau à un groupe humain remonte à une vision d'un cistercien anonyme, relatée dans le Dialogus Miraculorum rédigé entre 1217 et 1222 par Césaire de Heisterbach. Le récit relate que le moine blanc, ayant été enlevé en esprit pour contempler la gloire du ciel, constatât avec douleur qu'il ne s'y trouvait aucun membre de son ordre. S'en étant désolé auprès de la Vierge Marie, celle-ci ouvrit alors son manteau où se trouvait une multitude de frères et de nonnes et de son ordre.
Ce récit connut dès lors un franc succès chez les Cisterciens puis chez les Dominicains qui tentèrent de se l'approprier. Les premières représentations sont cependant arrivées plus tardivement (début du XIVe siècle) et ont rapidement quitté les seuls ordres monastiques pour se propager dans les milieux populaires, notamment grâce à la dévotion du rosaire qui s'appuya beaucoup sur l'image de la Vierge de Miséricorde.

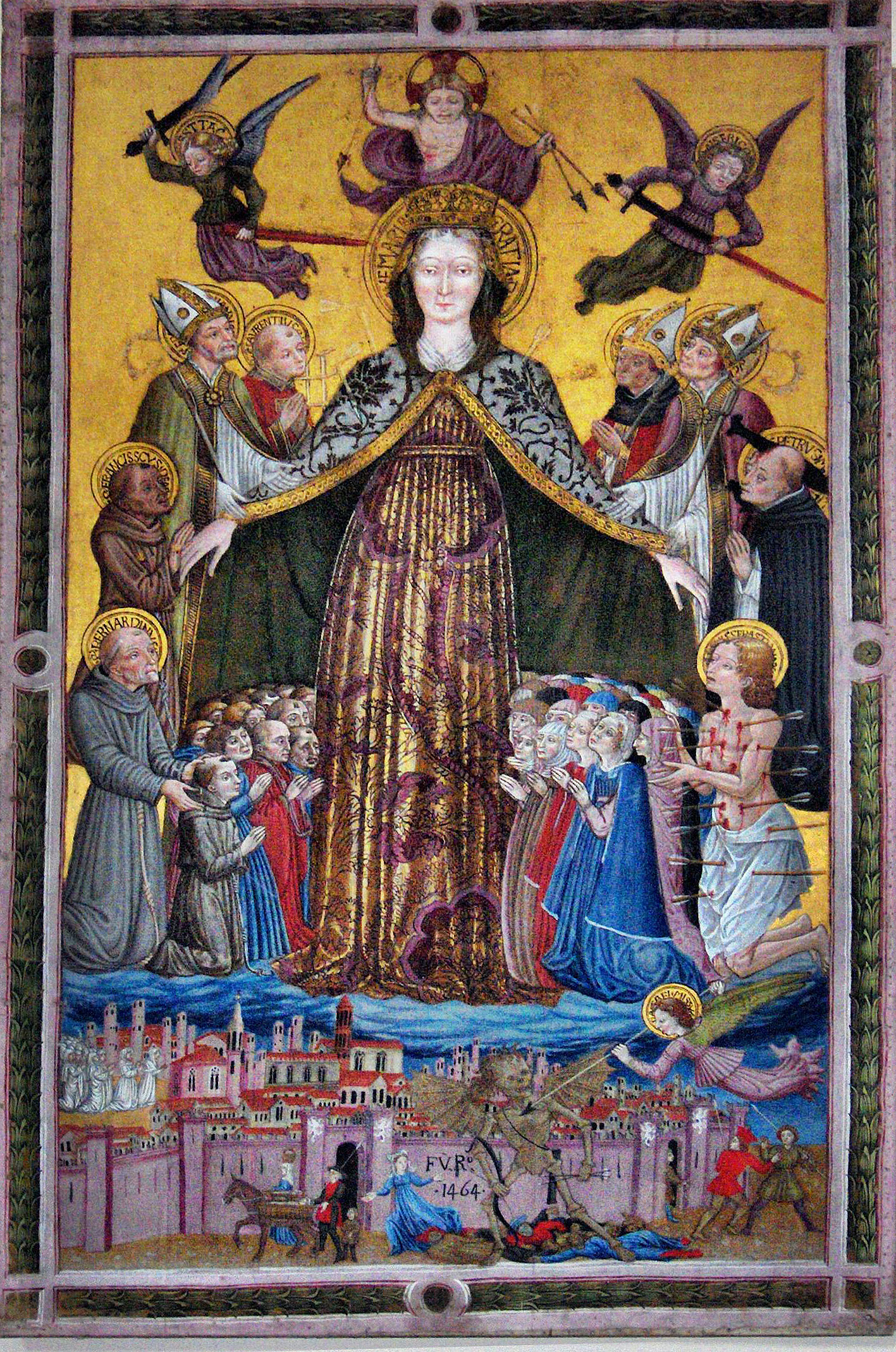
Vierge de Miséricorde par Beneditto Bonfigli

Cependant, une étude de Dominique Donadieu-Rigaut publiée dans les Cahiers de Recherches Médiévales et Humanistes montre que la figure de la Vierge au manteau a été confondue plus tardivement avec celle de la Vierge de Miséricorde, puisque la première valorisait l'élection d'un groupe social (un ordre religieux ou une confrérie) auprès de la Vierge Marie, tandis que la seconde évoque plus explicitement le thème de la Miséricorde via la symbolique de protection qu'évoque le pallium de la Vierge.
Le type iconographique de la Vierge de Miséricorde connaît un succès important en Italie, aux XIVe et XVe siècles, dans le contexte des terribles épidémies de peste. Il met en effet l'accent sur la fonction médiatrice de la Vierge Marie qui intercède auprès du Christ en faveur de l'humanité souffrante : la croyance populaire attribuait au manteau virginal le pouvoir de protéger contre les flèches de la colère divine, et notamment celles de la peste. La Vierge de Miséricorde de Benedetto Bonfigli, (1464, galerie nationale de Pérouse, voir ci-contre) en est une illustration particulièrement éloquente puisqu'on y voit le somptueux manteau arrêter les flèches de la peste lancées par le Christ.

## Iconographie
Même s'il a été pratiqué par les primitifs italiens de la pré-Renaissance car il transforme la Vierge en majesté en Vierge consolatrice, plus humaine, le thème reste dans les normes byzantines (sans les innovations de la Renaissance naissante) : 
- La Vierge Marie est représentée symboliquement, plus grande que les autres personnages.
- Elle est représentée debout, son manteau ouvert protégeant les autres personnages.
- Parmi ces personnages figurent, des saints, des priants parmi lesquels souvent le donateur ou le commanditaire. Les ordres religieux des cisterciens à partir de la première moitié du XIVe siècle puis des dominicains ont d'abord été représentés parmi les priants, avant que le thème se répande à des confréries, et enfin à la société entière placée sous la protection du manteau de la Vierge[6].
- Le fond est doré par tradition de la représentation du Paradis idéalisé (sans dimensions mesurables).
- Peu ou pas de représentation perspective.

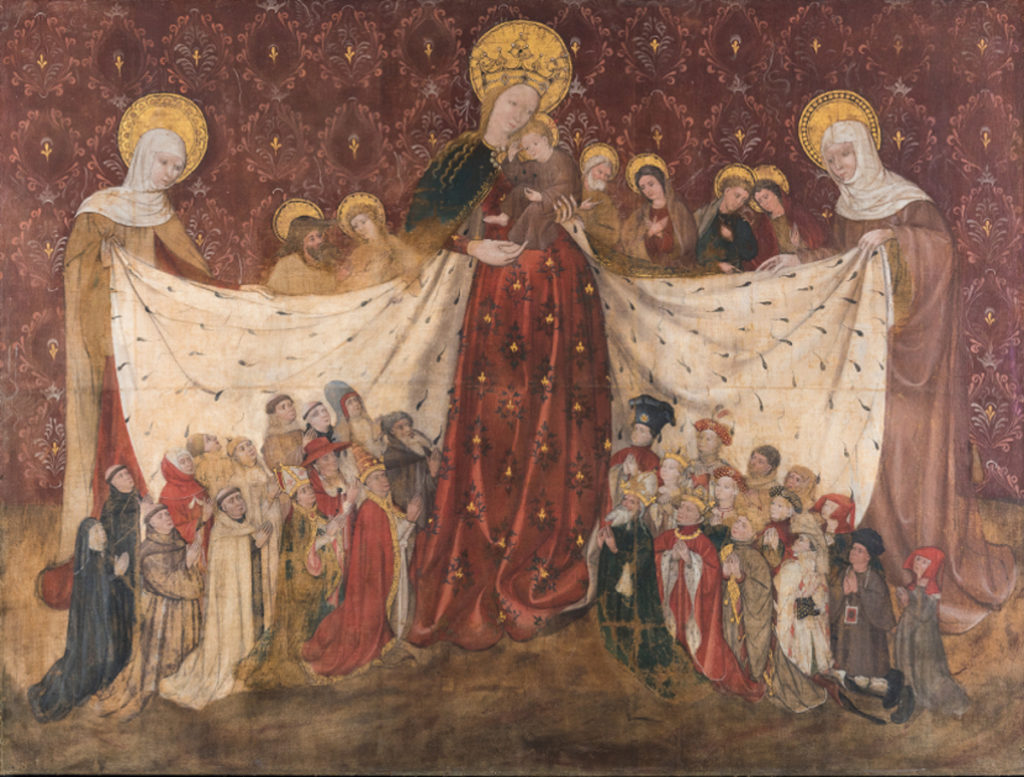
Vierge au manteau d'hermine, 1417, musée Crozatier.

- À remarquer que l'Enfant Jésus est rarement représenté, pour une raison sans doute pratique puisque dans la plupart des cas, la Vierge tient de ses bras écartés les deux pans de son pallium. De ce fait, la Vierge au manteau du musée Crozatier fait figure d'exception : les pans d'hermine sont tenus ouverts par Sainte Marie-Jacobé et Sainte Marie-Salomé[9]. L'Enfant Jésus peut également être représenté en figure : dans une mandorle, sur le long du bras, ou sur un médaillon.

### Peintures d'uneVierge de Miséricorde
France
- Jean Miraillet (vers 1425), Musée Massena, Nice
- Enguerrand Quarton, La Vierge de miséricorde de la famille Cadard (v.1452)
- Retable de Notre-Dame-du-Rosaire, cathédrale d'Antibes
- Vierge au manteau du musée Crozatier

Italie
- Piero della Francesca, Madonna della Misericordia, Sansepolcro.
- Guillaume de Marcillat, vitrail de la  Mater Omnium, chapelle Ridolfini, l'église du Calcinaio, Cortone.
- Jacobello del Fiore (documenté à Venise de 1400 à 1439), panneau central d'un triptyque, également portant Jésus en Vierge Platytera[10].
- Fresque  de la chapelle Sainte-Marie, Cadesino di Oggebbio[11].
- Lippo Memmi, Madonna dei Racommandati (vers 1350), Cathédrale d'Orvieto
- Fra Angelico, Vierge de Miséricorde avec frères agenouillés (1424), une miniature du missel 558, tempera et or sur parchemin, Couvent San Marco, Florence
- Benedetto Bonfigli (1464), Gonfalon de San Francesco al prato, Oratoire Saint-Bernardin, Pérouse
- Louis Bréa, retable reconstitué (vers 1515), église des Dominicains, Taggia, et

- Luca Signorelli, Vierge de miséricorde avec les saints Sébastien et Bernardin de Sienne

Espagne
- El Greco, Vierge de la Charité (es) (vers 1603-1605), Sanctuaire-hôpital de la Charité, Illescas

## Galerie

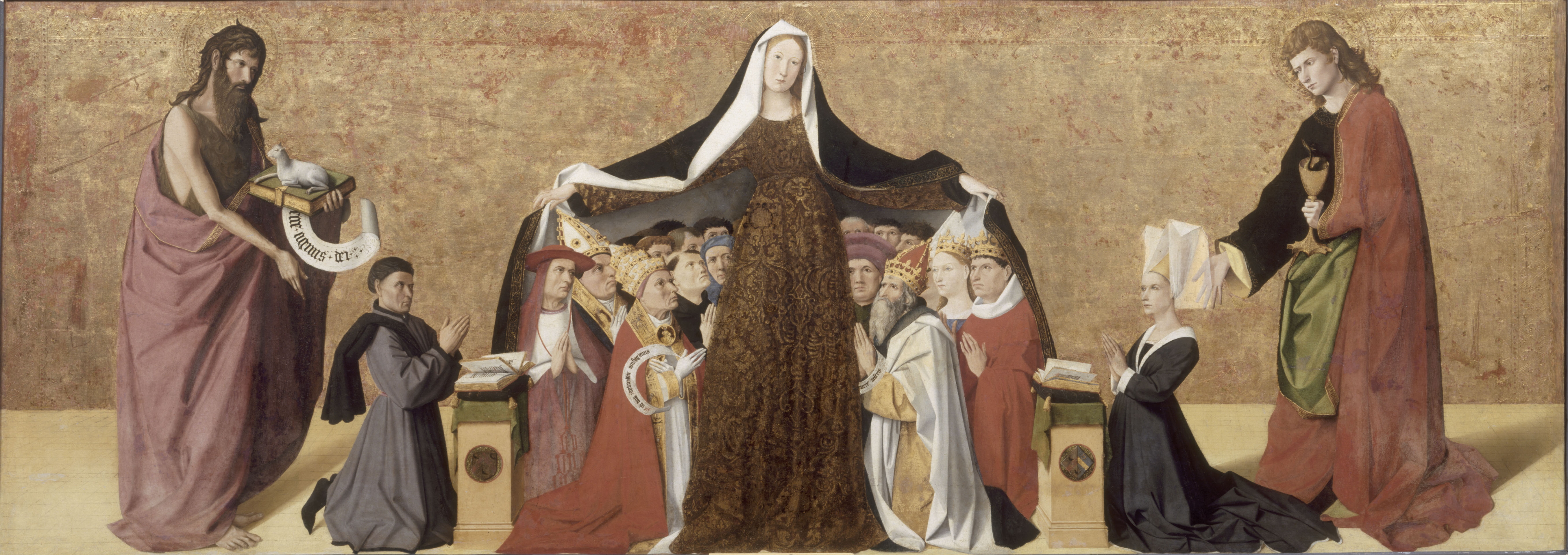
La Vierge de miséricorde de la famille Cadard, 1452 (Chantilly).
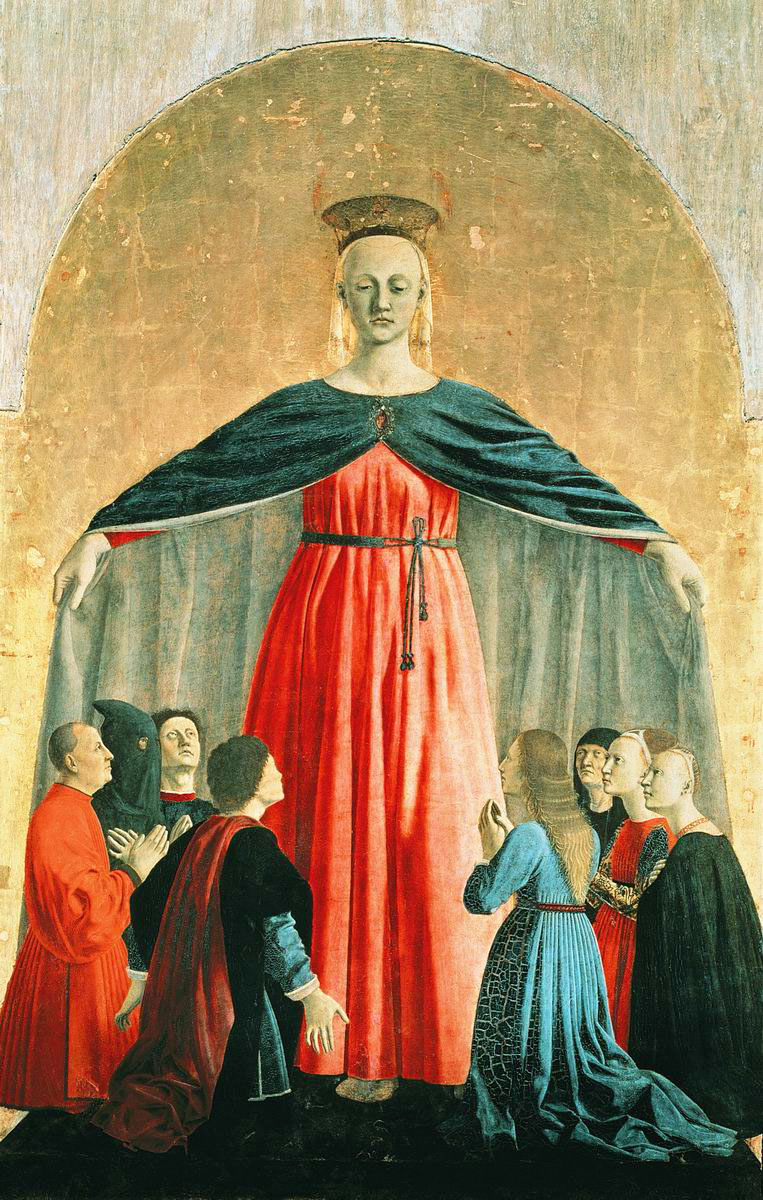
Madonna della Misericordia par Piero della Francesca.
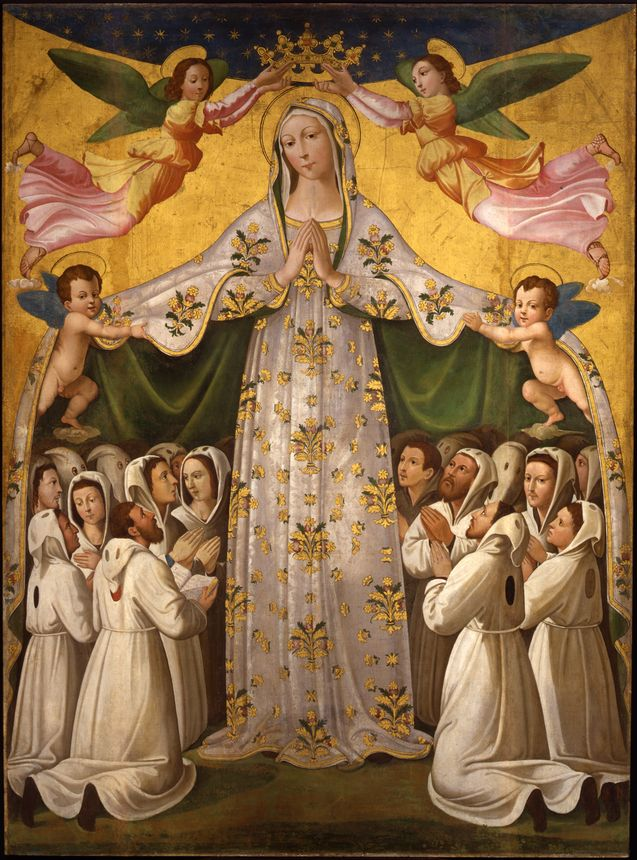
Vierge de Miséricorde par Vincenzo Tamagni, 1490 (Montalcino, Italie).
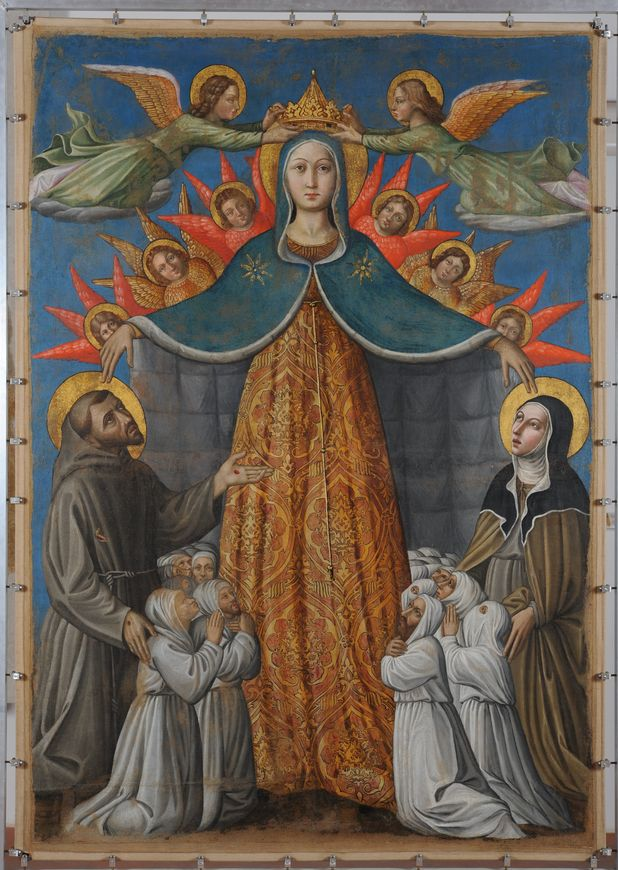
Vierge de Miséricorde par Niccolò Alunno, 1462 (Assise).
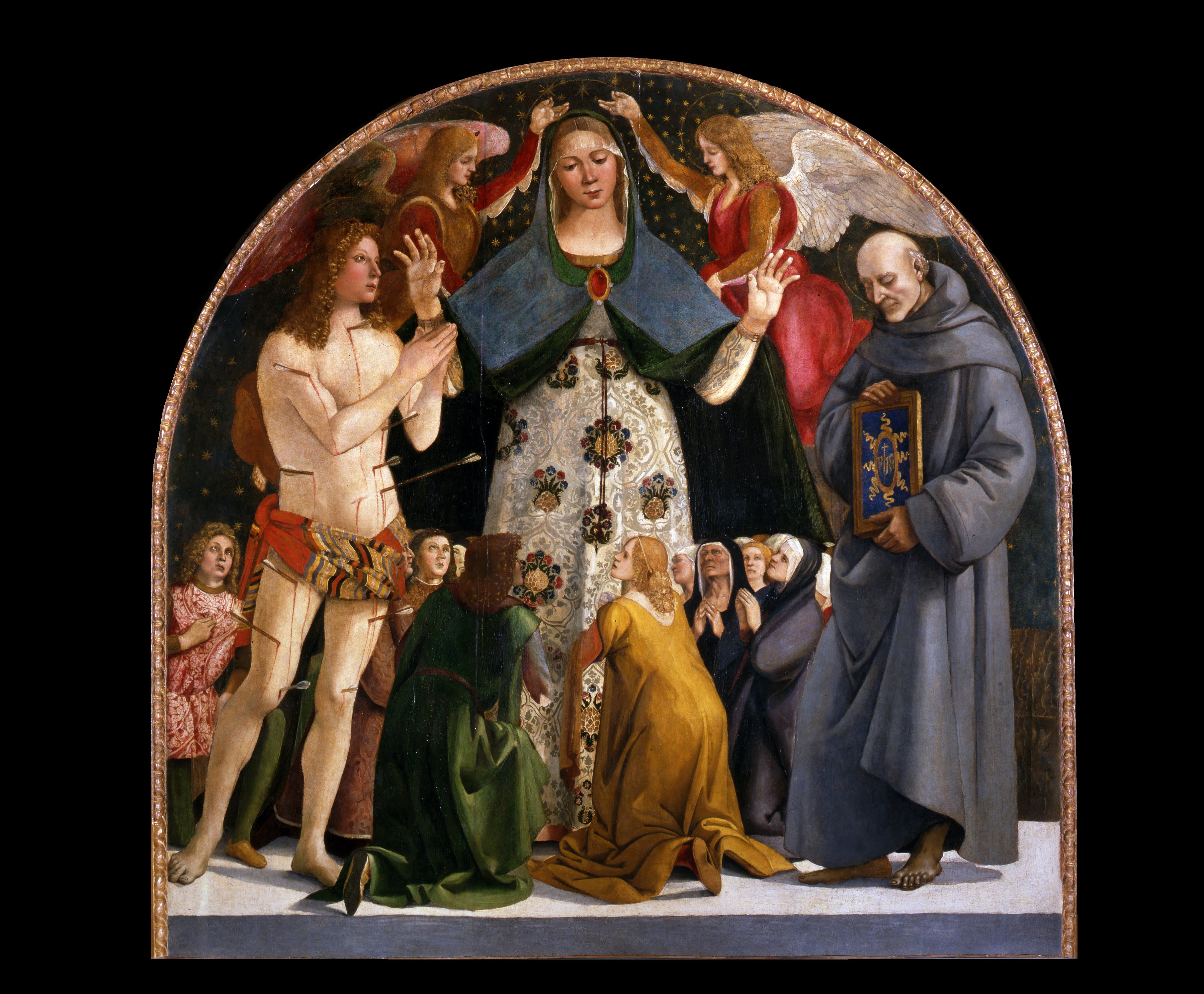
Vierge de miséricorde avec les saints Sébastien et Bernardin de Sienne par Luca Signorelli, vers 1490 (Pienza).
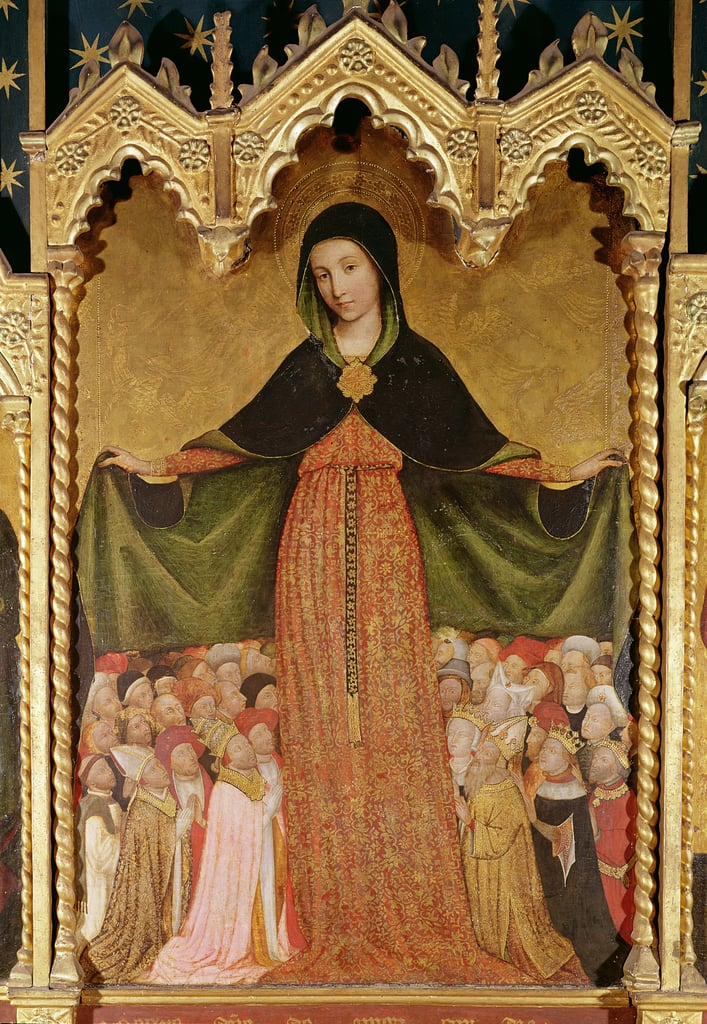
Vierge de Miséricorde par Jean Miraillet, vers 1425 (musée Masséna, Nice).
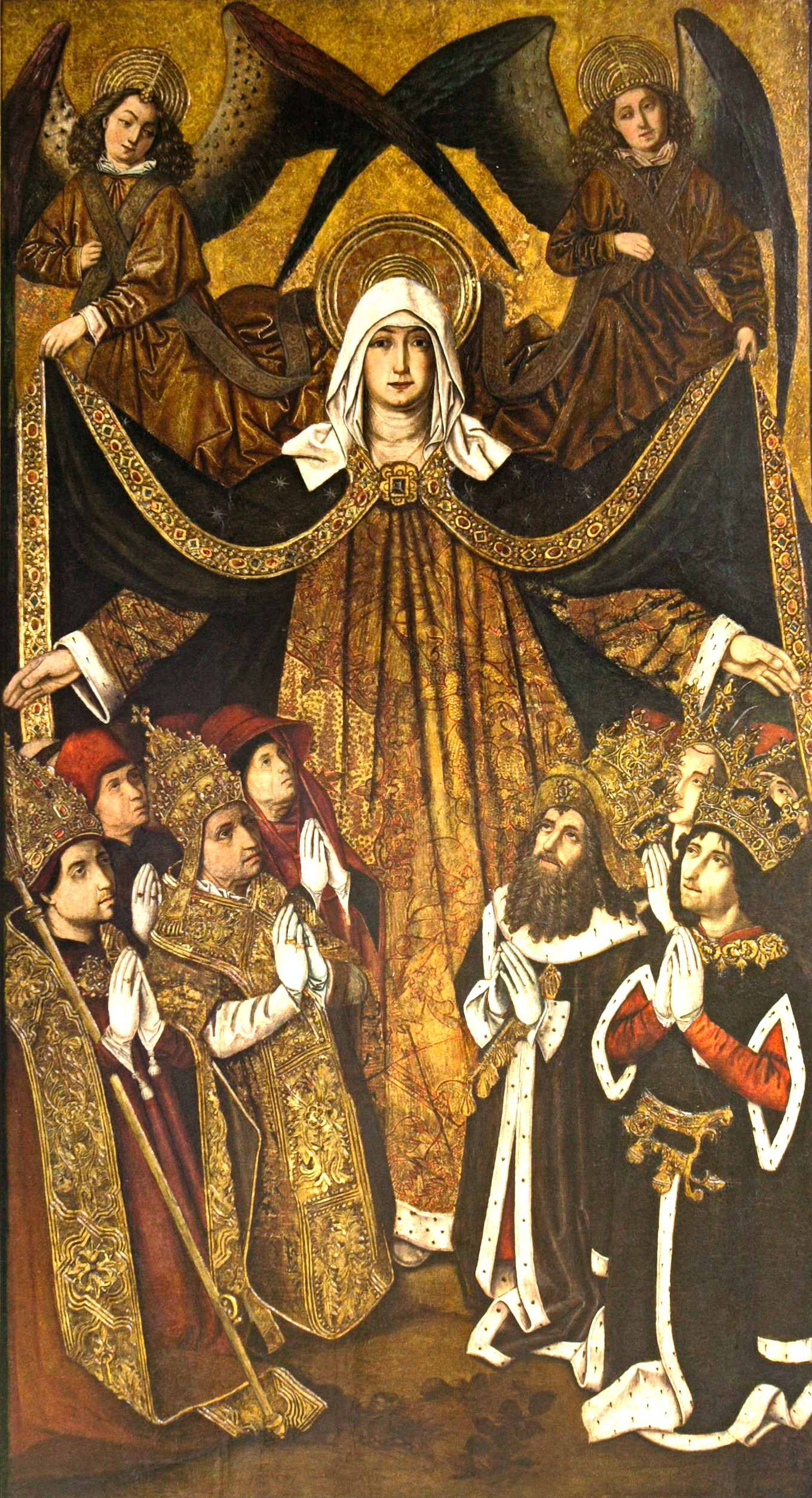
Mère de Dieu de la miséricorde par Bartolomé Bermejo et Martin Bernat, vers 1480 (Saragosse).
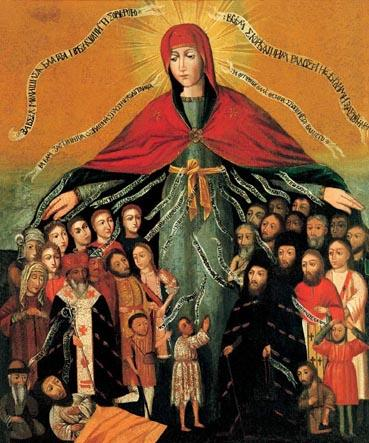
Vierge Pokrova Bogorodicy (v. XVIIe siècle) Seredina, Ukraine.
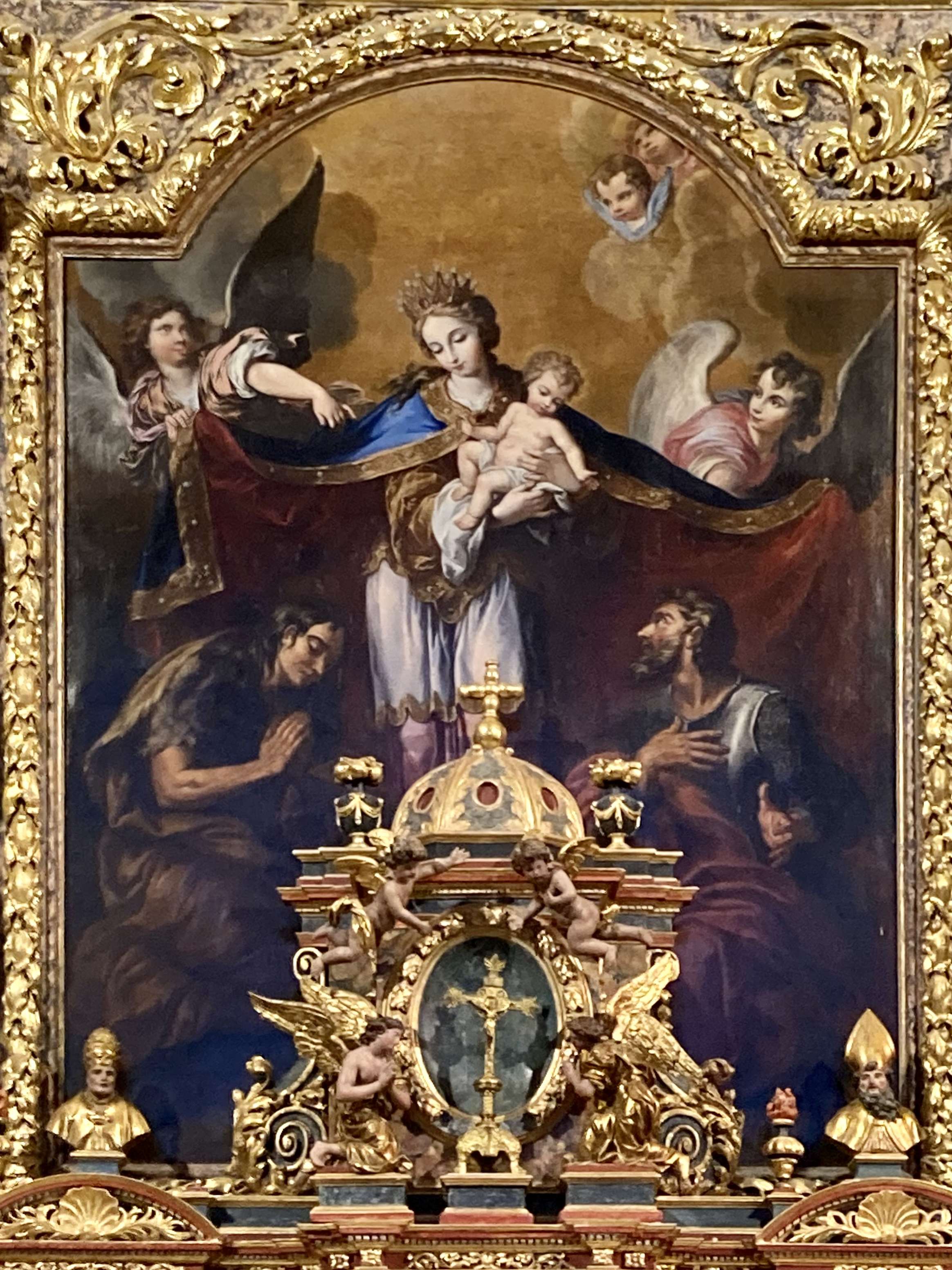
La Vierge protégeant un pauvre et un soldat, attribué à Pierre Parrocel (XVIIe siècle)[12].

### Variations
Avec présence de l'Enfant :
- Pietro di Domenico da Montepulciano (présence de l'Enfant dans les bras, de pénitents blanc cagoulés, d'anges derrière le manteau)

Présence d'un fond paysagé
- Vierge de La Chèze, accompagné d'infirmes, d'un  moine, et de saint Louis-Marie Grignion de Montfort[13]

## En sculpture
Il existe un grand nombre de représentations sous la forme de statues (voir la catégorie anglaise Category:Sculptures of Our Lady of Mercy). Voici des exemples : 
- Une Vierge de miséricorde sculptée vers 1430 se trouve au musée des Dominicains de Rottweil[14].
- La Vierge de miséricorde de Ravensbourg a été créée vers 1480, probablement par Michel Erhart. Auparavant dans l'église Notre-Dame (de) de Ravensbourg, elle est maintenant au Bode-Museum de Berlin.
- La Vierge de miséricorde de Veilly, du XVe siècle, est un bois sculpté peint dans la tradition gothique.
- Le relief de bois de l'autel de Marie, dans l'église Saint-Martin de Villach, relève du gothique tardif (vers 1510).
- A Venise, de nombreux reliefs reprennent ce motif. Ils sont souvent placés aux tympans de portes extérieures d'édifices religieux, comme le relief sculpté par Bartolomeo Bono pour la Scuola vecchia della Misericordia (aujourd'hui conservé au Victoria and Albert Museum à Londres)[15]. Au Palazzo Barbarigo, les deux pans du grand manteau protecteur sont fermés par un médaillon à l’emblème de la Scuola della Carità.
- L'église abbatiale de Pontigny abrite une Vierge auxiliatrice de la fin du XVIe siècle[16].

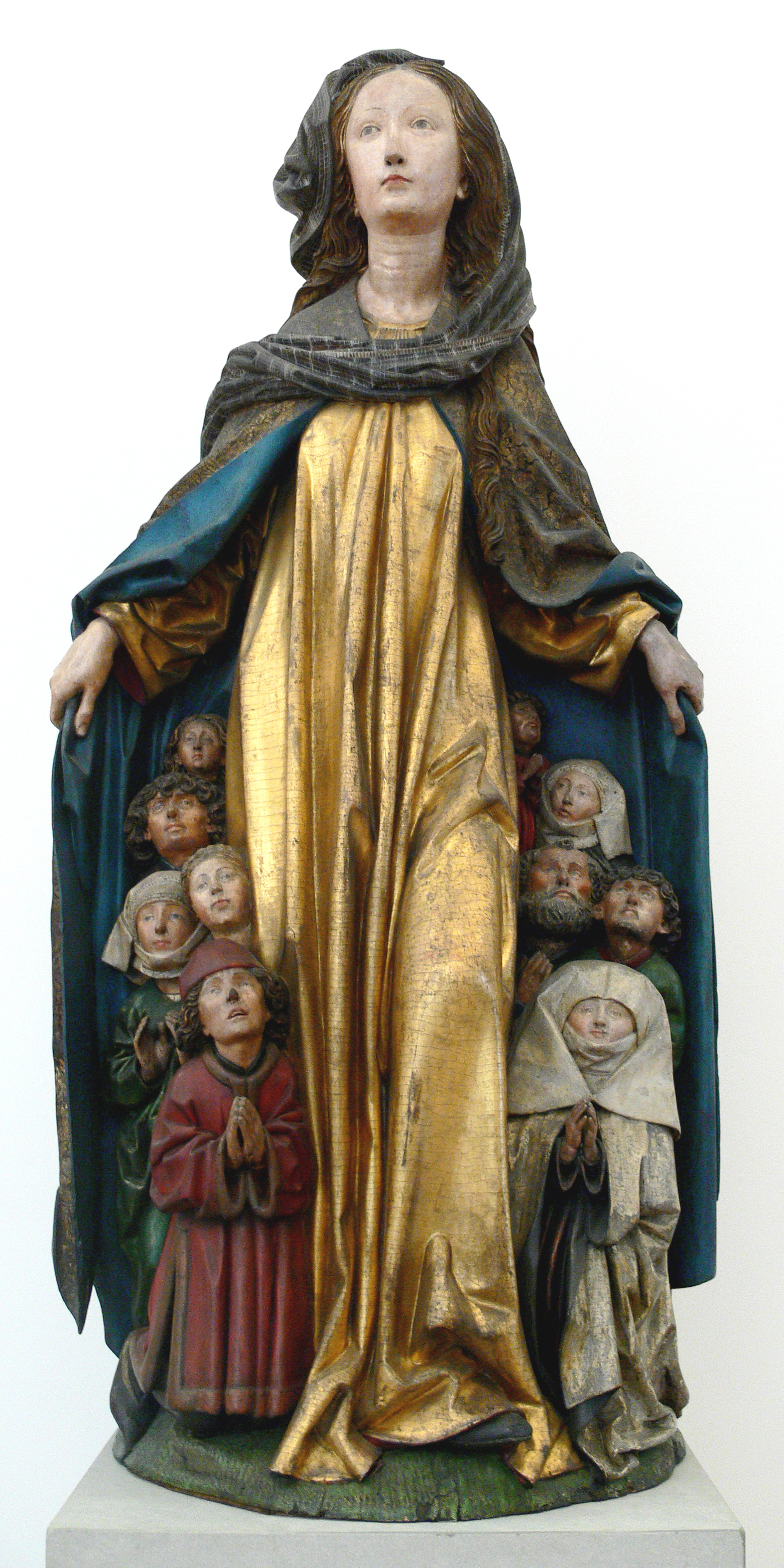
La Vierge de Miséricorde de Ravensbourg.
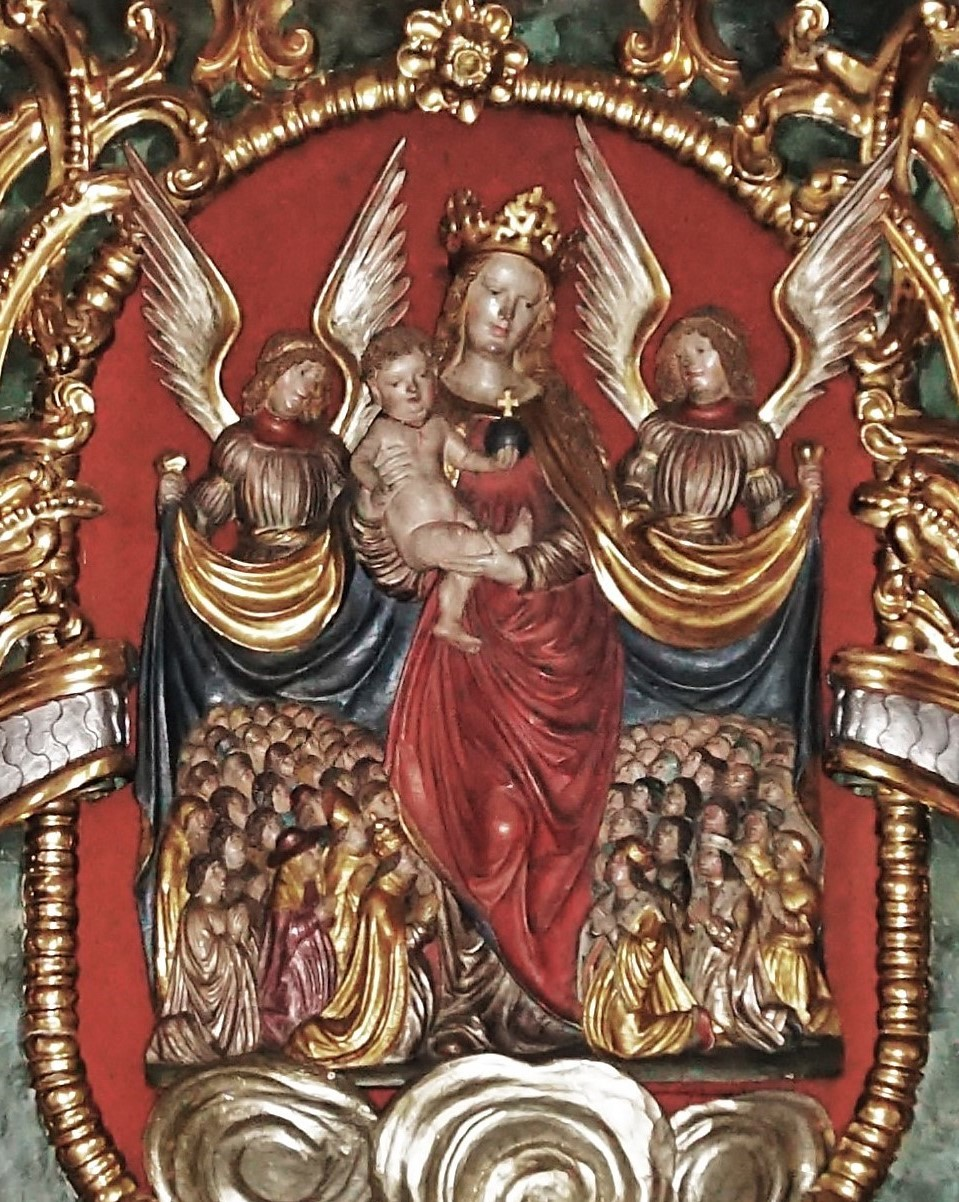
Autel de Marie, à Villach.
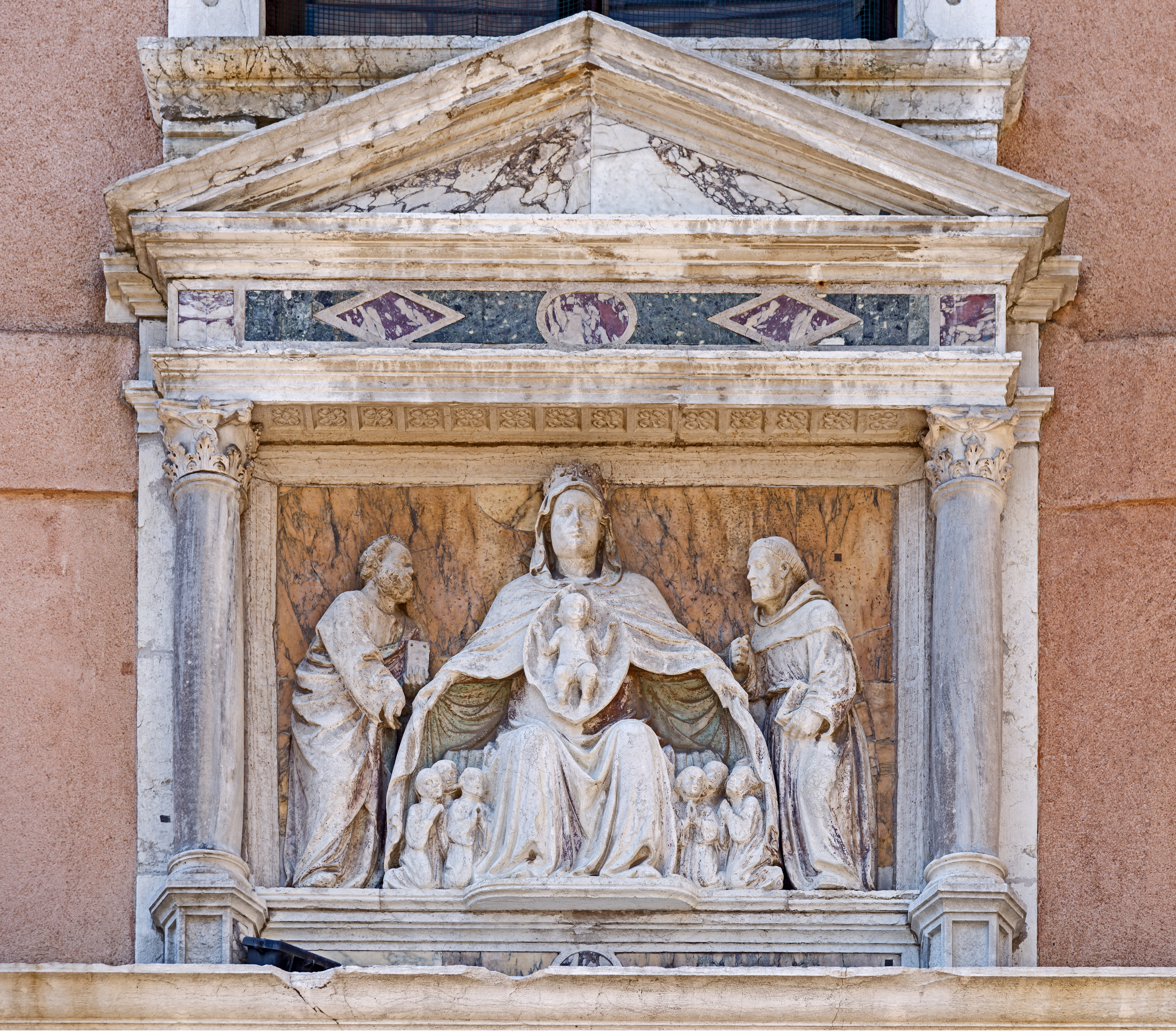
Vierge de Miséricorde, Madona dell'Orto, Venise.
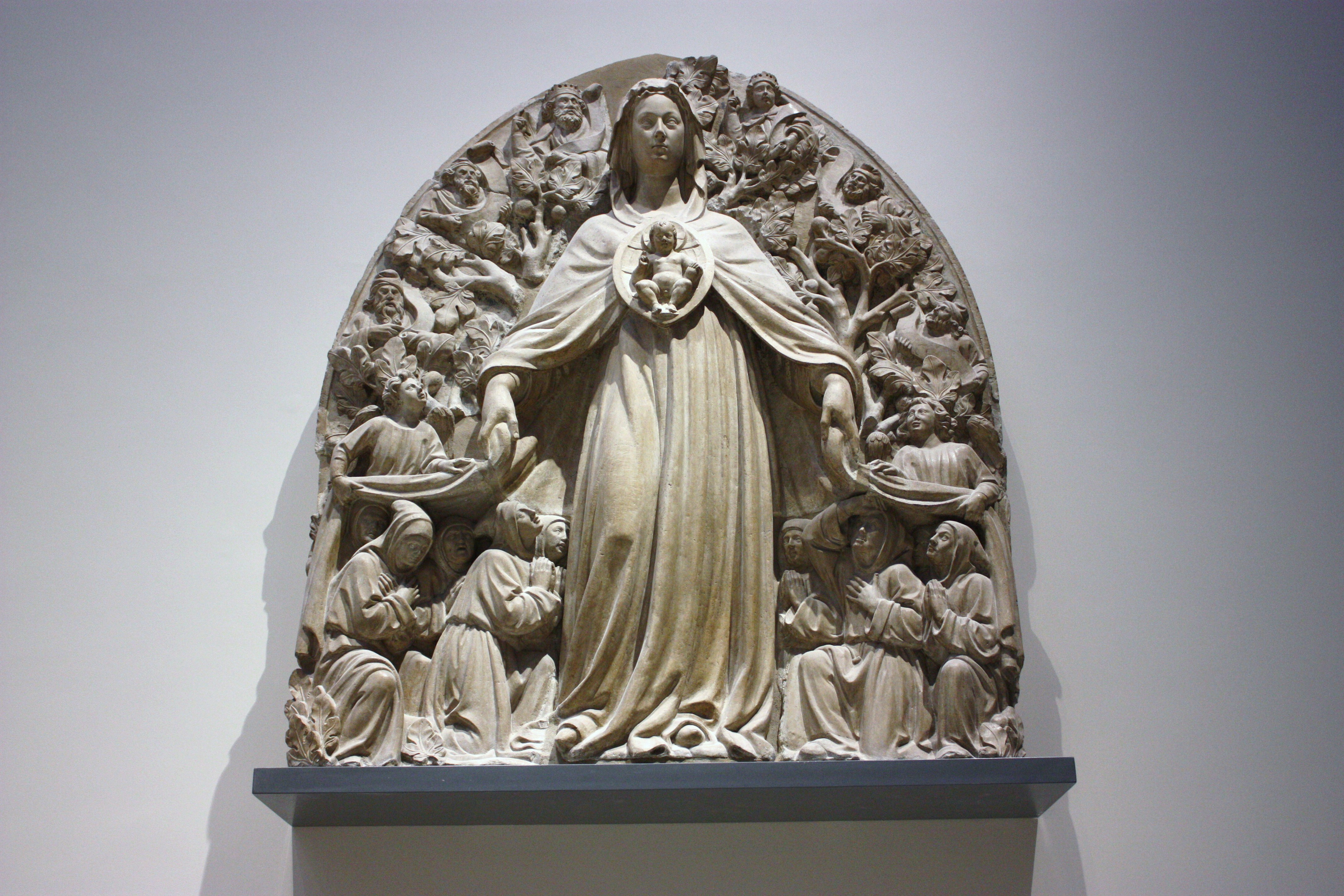
Vierge de Miséricorde par Bartolomeo Bono, Victoria and Albert Museum.
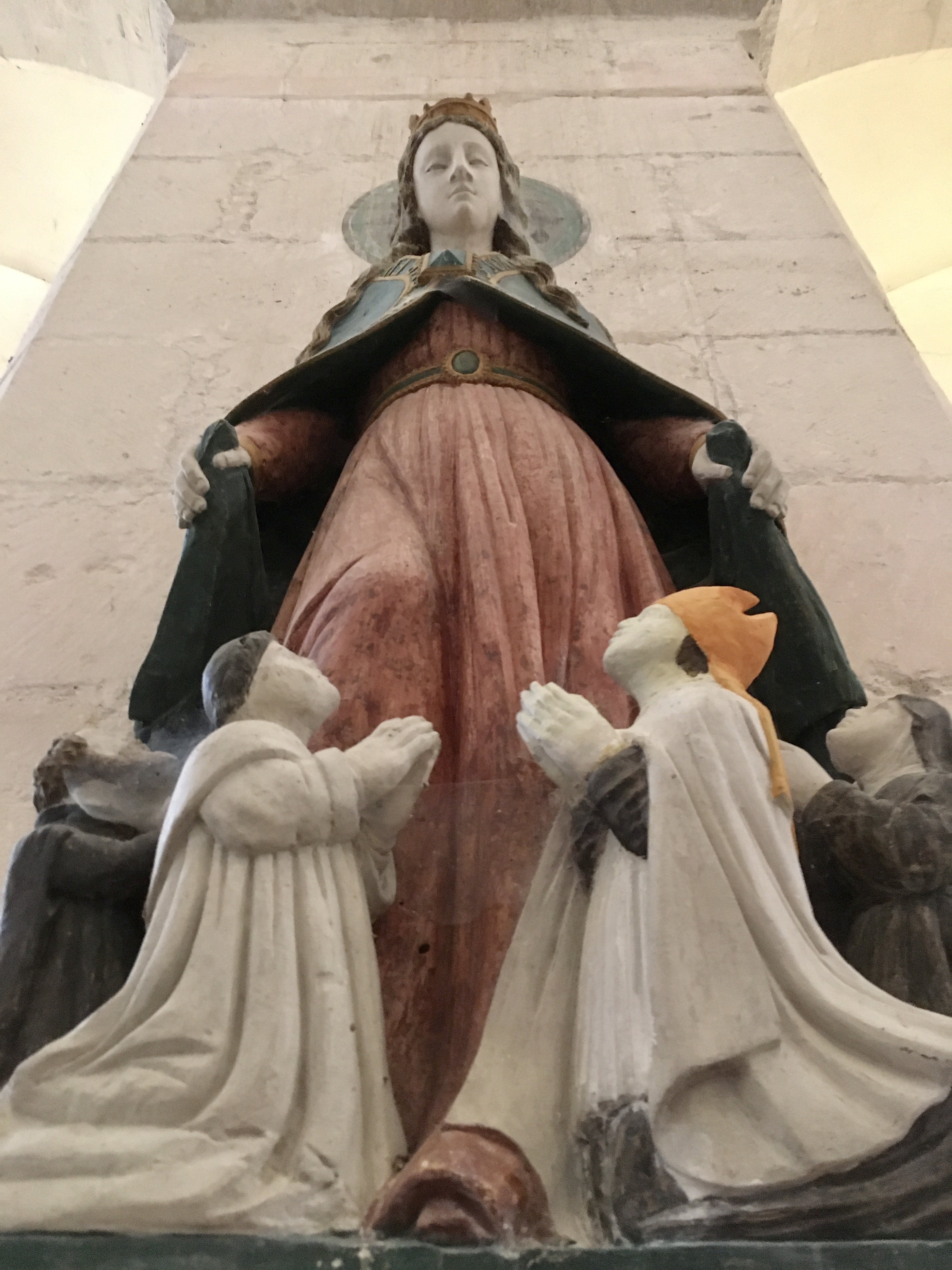
La Vierge auxiliatrice de l'abbatiale de Pontigny.